# 福島正俊
福島 正俊（ふくしま まさとし、1935年 - ）は、日本の数学者。大阪大学名誉教授、英国Swansea大学名誉教授。専門は確率解析。

## 略歴
1935年 大阪府出身
。理学博士（論文博士、論文主査は渡辺毅)。京都大学理学部卒業、京都大学大学院理学研究科修士課程修了、名古屋大学助手、京都大学講師、東京教育大学助教授、大阪大学助教授・教授、関西大学教授などを歴任。英国Swansea大学名誉教授。主な業績は「ディリクレ形式とマルコフ過程の研究」。

師は伊藤清で、京都大学大学院では国田寛と同期同門、渡辺信三は一学年上であった。
弟子に竹田雅好、中尾慎太郎がいる。

## 職歴
- 1961年 名古屋大学助手
- 1964年 京都大学教養部講師
- 1966年 東京教育大学助教授
- 1972年 大阪大学教養部助教授
- 1977年 同 教授
- 1990年 大阪大学基礎工学部教授
- 2007年 同 名誉教授
- 2007年 英国Swansea大学名誉教授

## 受賞および講演歴
- 1978年 ICM 1978 Helsinki 招待講演[5]
- 2003年 日本数学会 解析学賞[4]
- 2015年春 瑞宝中綬章[6]
- 2023年 日本数学会 小平邦彦賞[7]